# Liste der Biografien/Ola
Liste der Biografien |
Portal Biografien |
Personensuche
# |
A |
B |
C |
D |
E |
F |
G |
H |
I |
J |
K |
L |
M |
N |
O |
P |
Q |
R |
S |
T |
U |
V |
W |
X |
Y |
Z |
?
 
Oa |
Ob |
Oc |
Od |
Oe |
Of |
Og |
Oh |
Oi |
Oj |
Ok |
Ol |
Om |
On |
Oo |
Op |
Oq |
Or |
Os |
Ot |
Ou |
Ov |
Ow |
Ox |
Oy |
Oz
 
Ola |
Olb |
Olc |
Old |
Ole |
Olf |
Olg |
Olh |
Oli |
Olj |
Olk |
Oll |
Olm |
Oln |
Olo |
Olp |
Olr |
Ols |
Olt |
Olu |
Olv |
Olw |
Oly |
Olz
Die Liste der Biografien führt alle Personen auf, die in der deutschsprachigen Wikipedia einen Artikel haben. Dieses ist eine Teilliste mit 164 Einträgen von Personen, deren Namen mit den Buchstaben „Ola“ beginnt.

## Ola
- Ola (* 1986), schwedischer Popsänger
- Ola-Adebomi, Ademola (* 2003), englischer Fußballspieler

### Olab
- Olaba, Elizabeth (* 1954), kenianische Leichtathletin
- Olaberria, Leire (* 1977), spanische Radrennfahrerin

### Olad
- Oladapo, Joyce (* 1964), britische Weitspringerin
- Oladeinde, Frank, österreichischer Schauspieler
- Oladejo, Oyin, nigerianisch-kanadische SchauspielerinOyin Oladejo

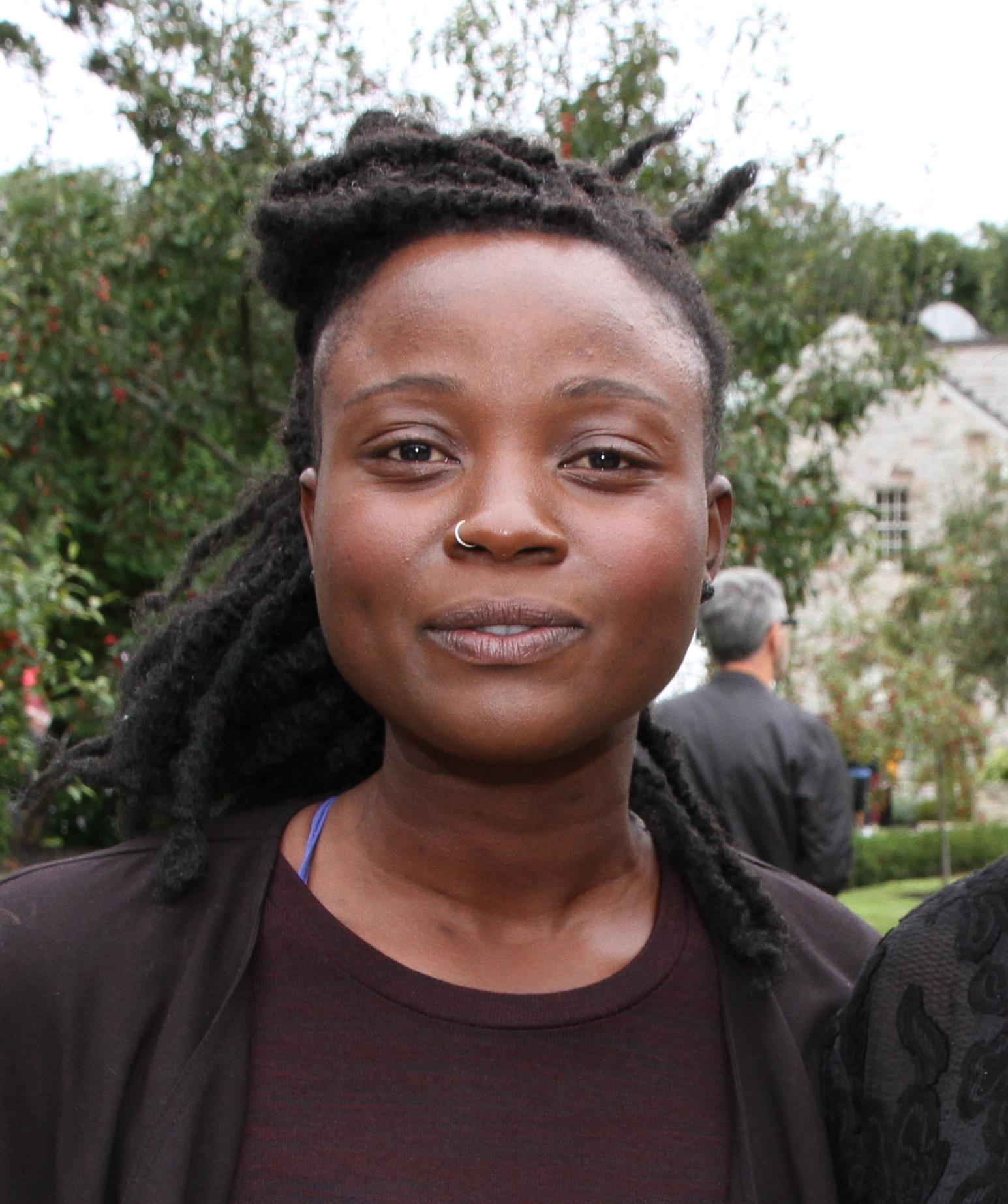
Oyin Oladejo

- Oladipo, Divine (* 1998), britische Leichtathletin
- Oladipo, Femi (* 1990), deutscher Basketballspieler
- Oladipo, Victor (* 1992), US-amerikanischer Basketballspieler
- Oladipupo, Wassiou (* 1983), beninischer Fußballspieler
- Oladoye, Adewale (* 2001), nigerianischer Fußballspieler
- Oladoye, Blessing (* 2000), nigerianische Sprinterin
- Oladoye, Funke (* 1993), nigerianische Sprinterin

### Olae
- Olaechea Loizaga, Marcelino (1889–1972), spanischer Ordensgeistlicher, römisch-katholischer Bischof, Salesianer Don Boscos
- Olaechea, Jorge (* 1956), peruanischer Fußballspieler
- Olaetxea, Lander (* 1993), spanischer Fußballspieler

### Olaf
- Olaf Cuaran († 981), König (Häuptling) des Wikingerkönigreichs Dublin
- Olaf der Weiße, Wikingerführer
- Olaf Guthfrithsson († 941), König des Wikingerkönigreichs Dublin, König des Wikingerkönigreichs Jorvik
- Olaf I. († 1153), König von Man und der Inseln
- Olaf I. (1050–1095), König von Dänemark
- Olaf II. († 1237), König von Man und der Inseln
- Olaf Magnusson (1099–1115), norwegischer König
- Olaf, Erwin (1959–2023), niederländischer Fotograf
- Olaf, Jan (* 1963), deutscher Physiker und Hochschullehrer
- Olaff, Gene (1920–2017), US-amerikanischer Fußballtorhüter
- Olafsdóttir, Doris í Garði (* 1986), färöische Fußballspielerin
- Olafsen, Helene (* 1990), norwegische Snowboarderin und Moderatorin
- Olafsson, Kim (* 1998), isländisch-luxemburgische Fußballspielerin
- Ólafur Arnalds (* 1986), isländischer Musiker und ProduzentÓlafur Arnalds (* 1986)

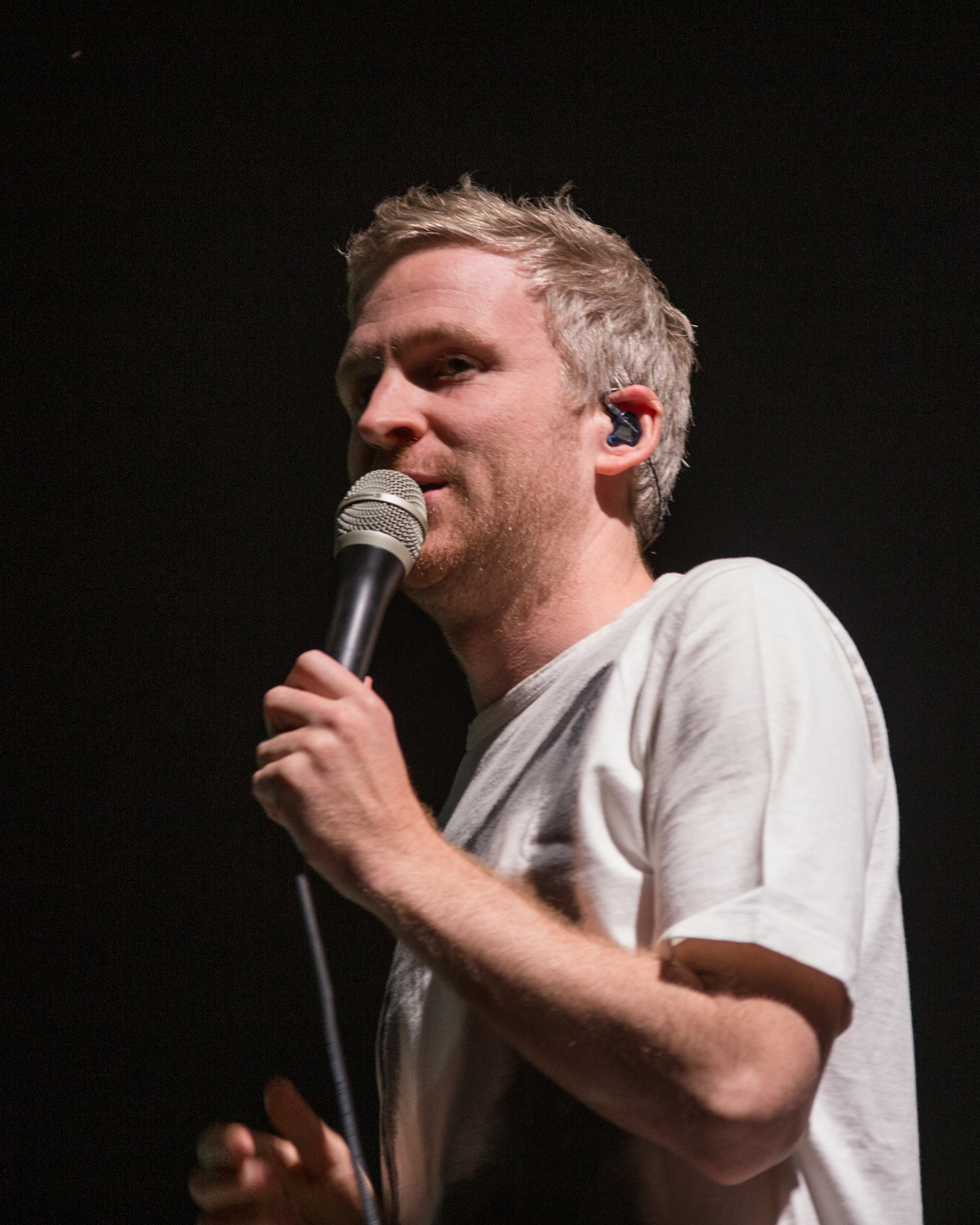
Ólafur Arnalds (* 1986)

- Ólafur Bjarki Ragnarsson (* 1988), isländischer Handballspieler
- Ólafur Björnsson (* 1992), isländischer Eishockeyspieler
- Ólafur Brynjúlfsson, isländischer Geistlicher, Autor und Illustrator einer isländischen Abschrift der Snorra-Edda
- Ólafur Darri Ólafsson (* 1973), isländischer SchauspielerÓlafur Darri Ólafsson (* 1973)

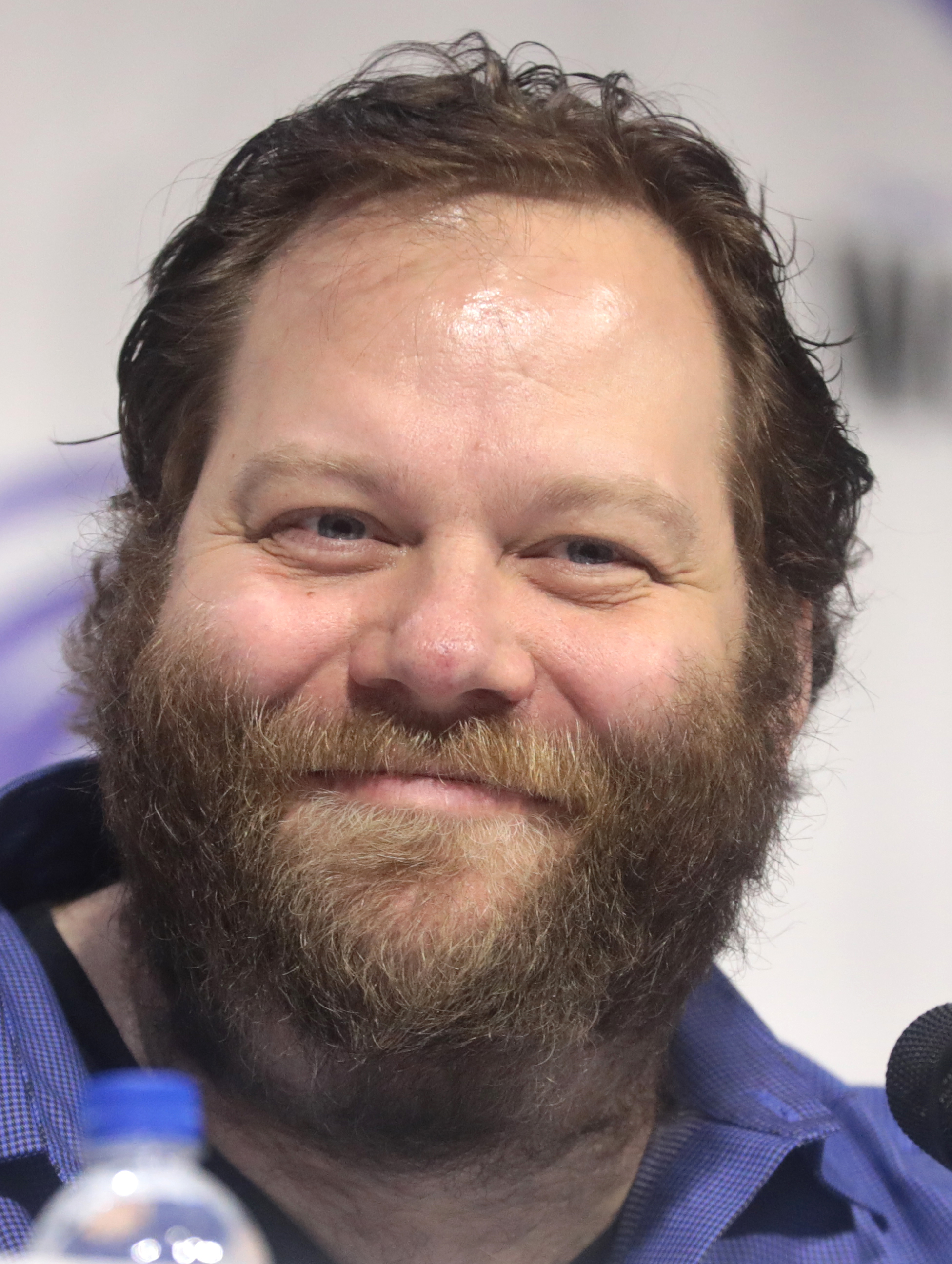
Ólafur Darri Ólafsson (* 1973)

- Ólafur Davíðsson (1862–1903), isländischer Naturforscher, Volkskundler und Sammler von Volkskunst
- Ólafur Davíðsson (* 1942), isländischer Diplomat
- Ólafur Egilsson (1564–1639), isländischer lutherisch-protestantischer Pfarrer
- Ólafur Elíasson (* 1967), isländisch-dänischer Künstler
- Ólafur F. Magnússon (* 1952), isländischer Politiker
- Ólafur Gíslason (1691–1753), isländischer Geistlicher, Bischof von Skálholt
- Ólafur Gottskálksson (* 1968), isländischer Fußballspieler
- Ólafur Guðmundsson (* 1990), isländischer Handballspieler
- Ólafur Gunnarsson (* 1948), isländischer Autor
- Ólafur Gústafsson (* 1989), isländischer Handballspieler
- Ólafur H. Jónsson (* 1949), isländischer Handballspieler und -trainer
- Ólafur Haukur Símonarson (* 1947), isländischer Schriftsteller
- Ólafur Ingi Skúlason (* 1983), isländischer Fußballspieler
- Ólafur Ísleifsson (* 1955), isländischer Politiker (Zentrumspartei)
- Ólafur Jóhann Ólafsson (* 1962), isländischer Schriftsteller und Manager
- Ólafur Jóhann Sigurðsson (1918–1988), isländischer Schriftsteller
- Ólafur Jóhannesson (1913–1984), isländischer Politiker
- Ólafur Rafnsson (1963–2013), isländischer Sportfunktionär und Basketballspieler
- Ólafur Ragnar Grímsson (* 1943), isländischer Politiker
- Ólafur Skúlason (1929–2008), isländischer Geistlicher, Oberhaupt der Isländischen Staatskirche
- Ólafur Stefánsson (* 1973), isländischer Handballspieler und -trainer
- Ólafur Þór Gunnarsson (* 1963), isländischer Politiker (Links-Grüne Bewegung)
- Ólafur Þór Hauksson (* 1964), isländischer Sonderstaatsanwalt für Finanzverbrechen
- Ólafur Thors (1892–1964), isländischer Politiker

### Olag
- Olagnier, Marguerite (1844–1906), französische Opernsängerin und Komponistin
- Olague, Juan Manuel, mexikanischer Fußballspieler
- Olaguer y Feliú, Antonio de (1742–1810), spanischer Politiker
- Olagundoye, Toks (* 1975), nigerianische Schauspielerin, Autorin und ProduzentinToks Olagundoye (* 1975)

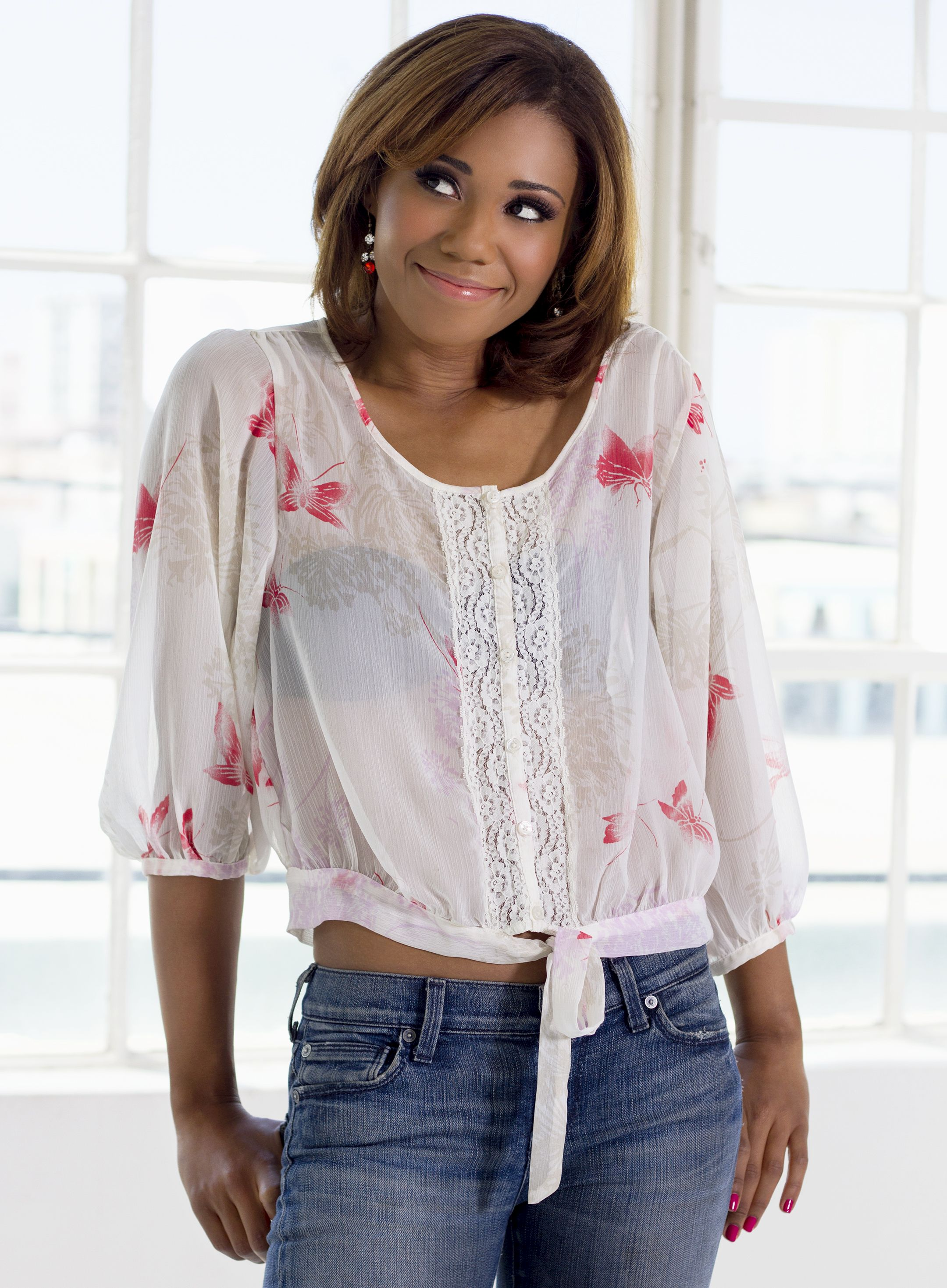
Toks Olagundoye (* 1975)

### Olah
- Oláh, Benedek (* 1991), finnischer Tischtennisspieler
- Oláh, Dániel (1881–1923), ungarischer Metallarbeiter, Abgeordneter und Minister
- Olah, Ernö (* 1948), ungarischer Geiger
- Olah, Franz (1910–2009), österreichischer Gewerkschafter und Politiker (SPÖ), LandtagsabgeordneterFranz Olah (1910–2009)

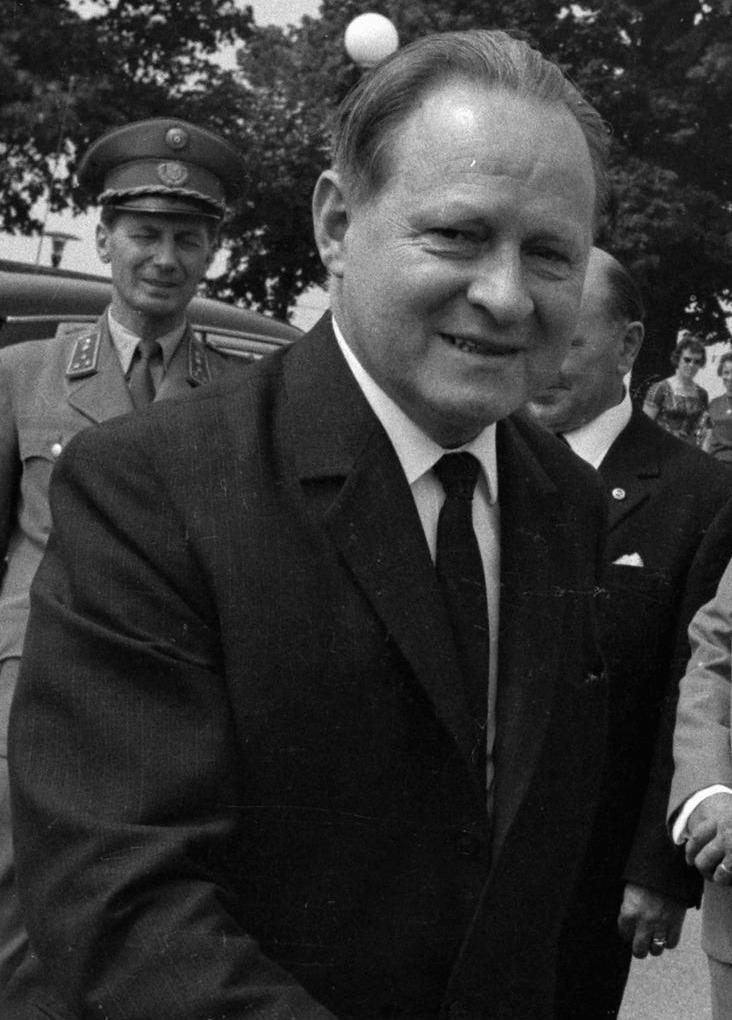
Franz Olah (1910–2009)

- Oláh, Gábor (1881–1942), ungarischer Schriftsteller
- Olah, George A. (1927–2017), US-amerikanischer Chemiker
- Oláh, Gergő (* 1988), ungarischer Sänger
- Oláh, István (1926–1985), ungarischer kommunistischer Politiker und Armeegeneral
- Olah, Josef (1909–1979), ungarisch-deutscher Opernsänger (Bariton) und Synchronsprecher
- Oláh, Kálmán (* 1970), ungarischer Jazzpianist und Komponist
- Oláh, Katalin (* 1968), ungarische Orientierungsläuferin
- Oláh, Linda (* 1988), schwedische Jazz- und Improvisationsmusikerin (Gesang, Komposition)
- Oláh, Lisa (* 1978), österreichische Casting-Direktorin
- Oláh, Miklós (1493–1568), ungarischer Erzbischof, Schriftsteller, Politiker und Theologe
- Oláh, Thomas (* 1966), österreichischer Kostümbildner
- Olah, Tiberiu (1928–2002), rumänischer Komponist
- Oláh, Zsuzsa (* 1960), ungarische Tischtennisspielerin

### Olai
- Olaidotter, Detlef (* 1957), deutscher Fußballspieler
- Olaitan, Michael (* 1993), nigerianischer Fußballspieler
- Oláiz y Zabalza, Joachin Felipe (1872–1945), spanischer römisch-katholischer Geistlicher und dritter Apostolische Vikar von Guam

### Olaj
- Olajengbesi, Seyi (* 1980), nigerianischer Fußballspieler
- Olajide, Olayinka (* 2002), nigerianische Sprinterin
- Olajuwon, Hakeem (* 1963), nigerianisch-US-amerikanischer BasketballspielerHakeem Olajuwon (* 1963)

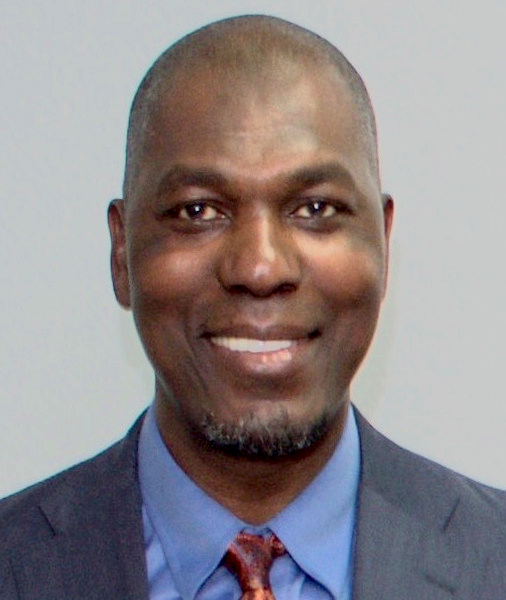
Hakeem Olajuwon (* 1963)

### Olak
- Olakunle, James (* 1947), nigerianischer Sprinter

### Olal
- Olalde, Jesús (* 1974), mexikanischer Fußballspieler
- Olalde, Juan A., uruguayischer Politiker
- Olalia, Alejandro (1913–1973), philippinischer Geistlicher und Erzbischof von Lipa
- Olalla, Jesús (* 1971), spanischer Handballspieler
- Olalowo, Bola (* 1971), deutscher Politiker (Bündnis 90/Die Grünen), MdA

### Olam
- Olama, Bibiana (* 1982), äquatorialguineische Leichtathletin

### Olan
- Oland, Warner (1879–1938), schwedisch-amerikanischer Schauspieler
- Ölander, Emelie (* 1989), schwedische Fußballspielerin
- Olander, Gösta (1893–1972), schwedischer Trainer, Sportfunktionär und Filmemacher
- Olander, Maaren (* 1975), estnische Fußballspielerin
- Olandt, Ken (* 1958), US-amerikanischer Schauspieler und Filmproduzent
- Olaniyi, Kaanu (* 1998), Schweizer Basketballspieler
- Olano y Urteaga, León Angel (1891–1970), römisch-katholischer Geistlicher und Apostolischer Vikar von Guam
- Olano, Abraham (* 1970), spanischer RadrennfahrerAbraham Olano (* 1970)

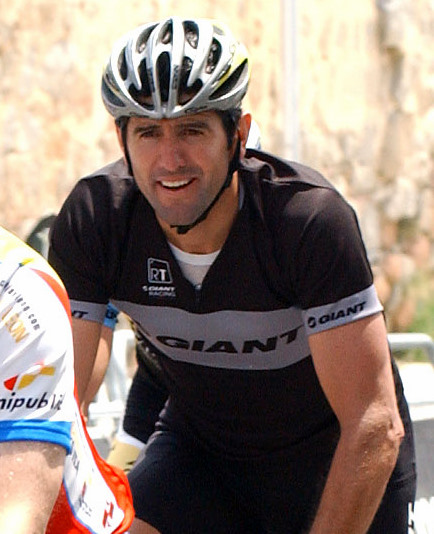
Abraham Olano (* 1970)

- Olano, Joel (* 1968), deutsch-philippinischer Schauspieler

### Olao
- Olaortúa Laspra, Miguel (1962–2019), spanischer römisch-katholischer Ordensgeistlicher und Apostolischer Vikar von Iquitos

### Olar
- Olar-Spânu, Florentina (* 1985), rumänische Fußballspielerin
- Olara Okello, Bazilio (1929–1990), ugandischer Politiker, Präsident Ugandas
- Olarević, Žarko (* 1950), jugoslawischer Fußballspieler und -trainer
- Olariu, Dominic (* 1970), deutscher Kunsthistoriker
- Olariu, Sonia (* 1992), rumänische Badmintonspielerin
- Olăroiu, Cosmin (* 1969), rumänischer Fußballspieler und -trainer
- Olarra, Rafael (* 1978), chilenischer Fußballspieler
- Olarte Cullen, Lorenzo (1933–2024), spanischer Politiker
- Olarte, Lelio (1882–1940), kolumbianischer Komponist und Musiker
- Olarticoechea, Julio (* 1958), argentinischer Fußballspieler
- Olaru, Costică (* 1960), rumänischer Kanute
- Olaru, Dan (* 1996), moldauischer Bogenschütze
- Olaru, Darius (* 1998), rumänischer Fußballspieler
- Olaru, Maria (* 1982), rumänische Kunstturnerin
- Olaru, Nuța (* 1970), rumänische Langstreckenläuferin
- Olaru, Raluca (* 1989), rumänische Tennisspielerin

### Olas
- Olaso, Guillermo (* 1988), spanischer Tennisspieler
- Olasz, Anna (* 1993), ungarische Freiwasserschwimmerin

### Olat
- Olate, Diego (* 1987), chilenischer Fußballspieler
- Olatoye, Oyesade (* 1997), nigerianische Kugelstoßerin und Hammerwerferin
- Olatunbosun, Sikiru (* 1996), nigerianischer Fußballspieler
- Olatunde, Asiru (1918–1993), nigerianischer Bildhauer und Musiker
- Olatunde, George Kehinde (* 1992), nigerianischer Fußballspieler
- Olatunde, Israel (* 2002), irischer Leichtathlet
- Olatunji Fagun, Michael Patrick (* 1935), nigerianischer Geistlicher, emeritierter Bischof von Ekiti
- Olatunji, Babatunde (1927–2003), nigerianischer Perkussionist
- Olatunji, Victor (* 1999), nigerianischer Fußballspieler

### Olau
- O’Laughlen, Michael (1840–1867), amerikanischer konföderierter Soldat
- Olaus Magni († 1460), finnischer Bischof
- Olaussen, Iver (* 2002), norwegischer Skispringer
- Olaussen, Lars Olav (* 1977), norwegischer Handballspieler
- Olausson, Fredrik (* 1966), schwedischer Eishockeyspieler und -trainer
- Olausson, Mats (* 1960), schwedischer Fußballspieler
- Olausson, Niklas (* 1986), schwedischer Eishockeyspieler

### Olav
- Olav Engelbrektsson († 1538), letzter katholischer Erzbischof in Norwegen
- Olav I. Tryggvason (968–1000), norwegischer König
- Olav II. (1370–1387), König von Dänemark und Norwegen
- Olav II. Haraldsson (995–1030), norwegischer König (1015–1028)Olav II. Haraldsson (995–1030)

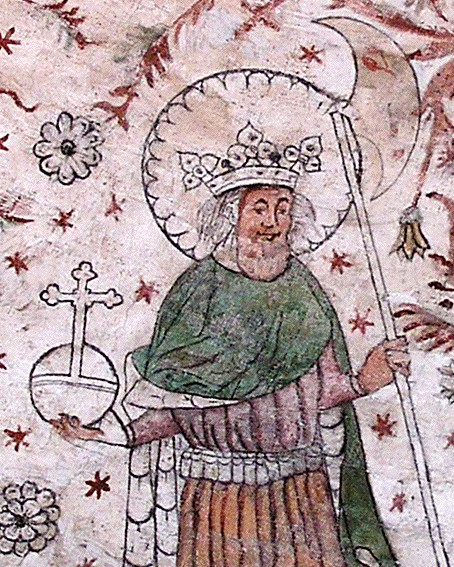
Olav II. Haraldsson (995–1030)

- Olav III. († 1093), norwegischer König (1066–1093)
- Olav V. (1903–1991), norwegischer Adeliger, König von Norwegen
- Olava, Ingrid (* 1981), norwegische Sängerin
- Olava, Ushma (* 1981), finnische Schauspielerin
- Olavarri, Cindy (* 1955), US-amerikanische Radrennfahrerin
- Olave Villanoba, Orlando (* 1969), kolumbianischer Geistlicher, römisch-katholischer Bischof von Ocaña
- Olave, Alfonso (* 1995), chilenischer Tischtennisspieler
- Olave, Chris (* 2000), US-amerikanischer American-Football-Spieler
- Olaverri Arroniz, Miguel Angel (* 1948), spanischer Ordensgeistlicher und emeritierter römisch-katholischer Erzbischof von Pointe-Noire
- Olavide, Pablo de (1725–1803), hispanoamerikanischer Jurist, Autor und Politiker
- Olávio (* 1993), brasilianischer Fußballspieler
- Ólavsson, Ámundur († 1538), letzter römisch-katholischer Bischof der Färöer

### Olaw
- Olawoore, Paul Adegboyega (1961–2022), nigerianischer Geistlicher und römisch-katholischer Bischof von Ilorin

### Olay
- Olay, Ruth (1924–2021), US-amerikanische Jazzsängerin
- Olaya Herrera, Enrique (1880–1937), kolumbianischer Journalist, Diplomat, Politiker und Präsident von Kolumbien (1930–1934)
- Olaya, Andrea (* 1994), kolumbianische Ringerin
- Olaya, Eloy (* 1964), spanischer Fußballspieler
- Olayan, Lubna (* 1955), saudi-arabische Unternehmerin
- Olayinka, Peter (* 1995), nigerianischer Fußballspieler

### Olaz
- Olaza, Lucas (* 1994), uruguayischer Fußballspieler
- Olazábal, José María (* 1966), spanischer Golfspieler
- Olazábal, Oier (* 1989), spanischer Fußballtorwart
- Olazar, Francisco (1885–1958), argentinischer Fußballspieler und -trainer